# Дослідження інвалідності
Дослідження інвалідності — це сфера академічних досліджень, яка вивчає значення, природу та наслідки інвалідності. Спочатку ця сфера зосереджувалася на розмежуванні понять «інвалідність» і «порушення», при чому інвалідність-це фізичні та психічні порушення, тоді як порушення вважалося соціальною структурою. Це створило дві різні моделі інвалідності: соціальну та медичну інвалідність. У 1999 році соціальна модель була визнана кращою моделлю в галузі. Однак останніми роками поділ між соціальною та медичною інвалідністю став під сумнів. Крім того, було зосереджено увагу на міждисциплінарних дослідженнях.
Дослідження інвалідності з'явилися у 1980-х роках у США, Великій Британії та Канаді; у 1986 році секція з досліджень хронічних захворювань, здоров'я та інвалідності Асоціації соціальних наук (США) була перейменована на Товариство досліджень інвалідності. Перша програма з вивчення інвалідності в США розпочалась у 1994 році в університеті Сіракуз. Перше видання Disabilities Studies Reader (один із перших збірників наукових робіт, пов'язаних з дослідженнями інвалідності) було опубліковано в 1997 році. Дослідження в цьому напрямку стрімко розвивалися протягом наступних років, результатом чого стала більша увага до освіти людей з інвалідністю.
Дослідження інвалідності виникли в основному в США, Великій Британії та Канаді, але інші країни також проводили дослідження інвалідності під різними кутами зору. У Німеччині, наприклад, з початку 20-го століття було проведено значну кількість досліджень інвалідності. На Німецькі дослідження інвалідності вплинула література феміністичних сексологів, які досліджували, як інвалідність впливає на сексуальність і здатність відчувати задоволення. У Норвегії дослідження інвалідності зосереджені на літературному контексті.

## Історія
Університети давно вивчають інвалідність з клінічної точки зору. У 1986 році Секція хронічних хвороб, інвалідності та порушень Асоціації соціальних наук була перейменована в Асоціацію студій інвалідності, а «Disability Studies Quarterly» став першим журналом студій інвалідності. Перша програма з вивчення інвалідності в США була започаткована в Сиракузькому університеті в 1994 році; у першому виданні «Читача з вивчення інвалідності», опублікованому в 1997 році, Леонард Девіс писав, що «практично неможливо викладати про інвалідність в гуманітарних науках».
У 2009 році журнал Disability Studies Quarterly опублікував міжнародне дослідження англомовних програм і курсів з вивчення інвалідності. Воно показало, що між 2003 і 2008 роками кількість окремих програм з вивчення інвалідності в США, Великої Британії, Австралії, Новій Зеландії та Канаді зросла з 56 до 108, а кількість дипломних програм — з 212 до 420. Загалом у США було запропоновано 17 дипломних програм, у Великій Британії — 11, у Канаді — 2, в Австралії — 3 і в Канаді — 1.

## Дослідження інвалідності та медичні гуманітарні науки
Соціальна модель інвалідності поширюється на хронічні захворювання та на інтенсивну роботу медичних гуманітарних наук. Фахівці-практики працюють над покращенням охорони здоров'я людей з інвалідністю за допомогою досліджень інвалідності. Ця міждисциплінарна галузь досліджень використовує досвід і перспективи людей з інвалідністю для подолання дискримінації. Infinite Ability виконала деяку попередню роботу в Індії, аби запровадити дослідження інвалідності для студентів-медиків. Рух медичних гуманітарних наук виступає за використання літератури для дослідження хвороби з точки зору практикуючого лікаря та пацієнта, з графічною медициною як новою стратегією, яка поєднує в собі засоби в стилі коміксів і розповідь про хворобу.

### Виключення когнітивних і психічних розладів
У дослідженнях інвалідності існує дискурс, який аналізує конструювання психічної інвалідності, але мало хто з постструктуралістських дослідників інвалідності зосереджувався на психічній інвалідності. На думку соціолога Керол Томас з Інституту досліджень здоров'я Ланкастерського університету, це може бути пов'язано з тим, що попередні дослідники інвалідності розглядали лише бар'єри, з якими стикаються люди з фізичною інвалідністю. Досвід людей з труднощами у навчанні, когнітивними розладами та психічними захворюваннями залишався поза увагою.

## Відомі теоретики вивчення інвалідності
- Пітер Бересфорд[en]
- Майкл Берубе[en]
- Джеймс Чарльтон[en]
- Леннард Дж. Девіс[en]
- Вік Фінкельштейн[en]
- Розмарі Гарленд-Томсон[en]
- Йоганна Гедва[en]
- Лаура Херші[en]
- Єва Кіттай[en]
- Сімі Лінтон[en]
- Майк Олівер[en]
- Роберт Макруер[en]
- Том Шекспір[en]
- Анна Вальдшмідт[en]
- Ірвінг Золя[en]
- Марта Рассел[en]